# Fatih
Fatih è un distretto e un comune soggetto al comune metropolitano di Istanbul, situato nella parte europea della città. Dal 2009, quando vi è stato unito il distretto di Eminönü, Fatih corrisponde alla penisola detta del Corno d'Oro, equivalente alla parte entro le mura teodosiane dell'antica Costantinopoli.

## Geografia fisica

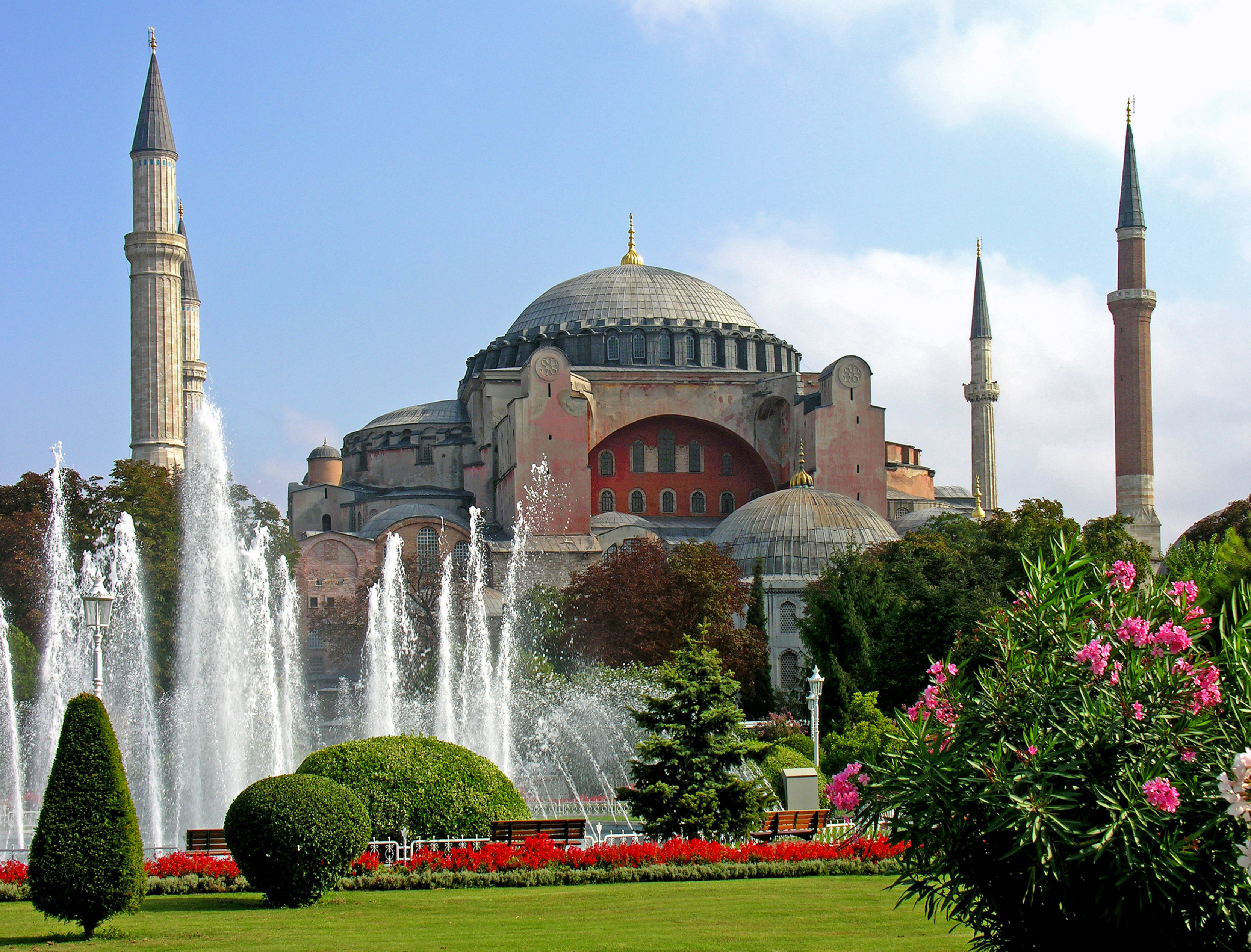
Moschea di Fatih, già basilica cristiana di Santa Sofia

Fatih è delimitato a nord dal Corno d'Oro oltre il quale si estende il distretto di Beyoğlu, a est e a sud dal mar di Marmara, mentre a ovest, oltre le antiche mura, si estendono i distretti di Zeytinburnu e di Eyüp.

## Storia

### Epoca bizantina

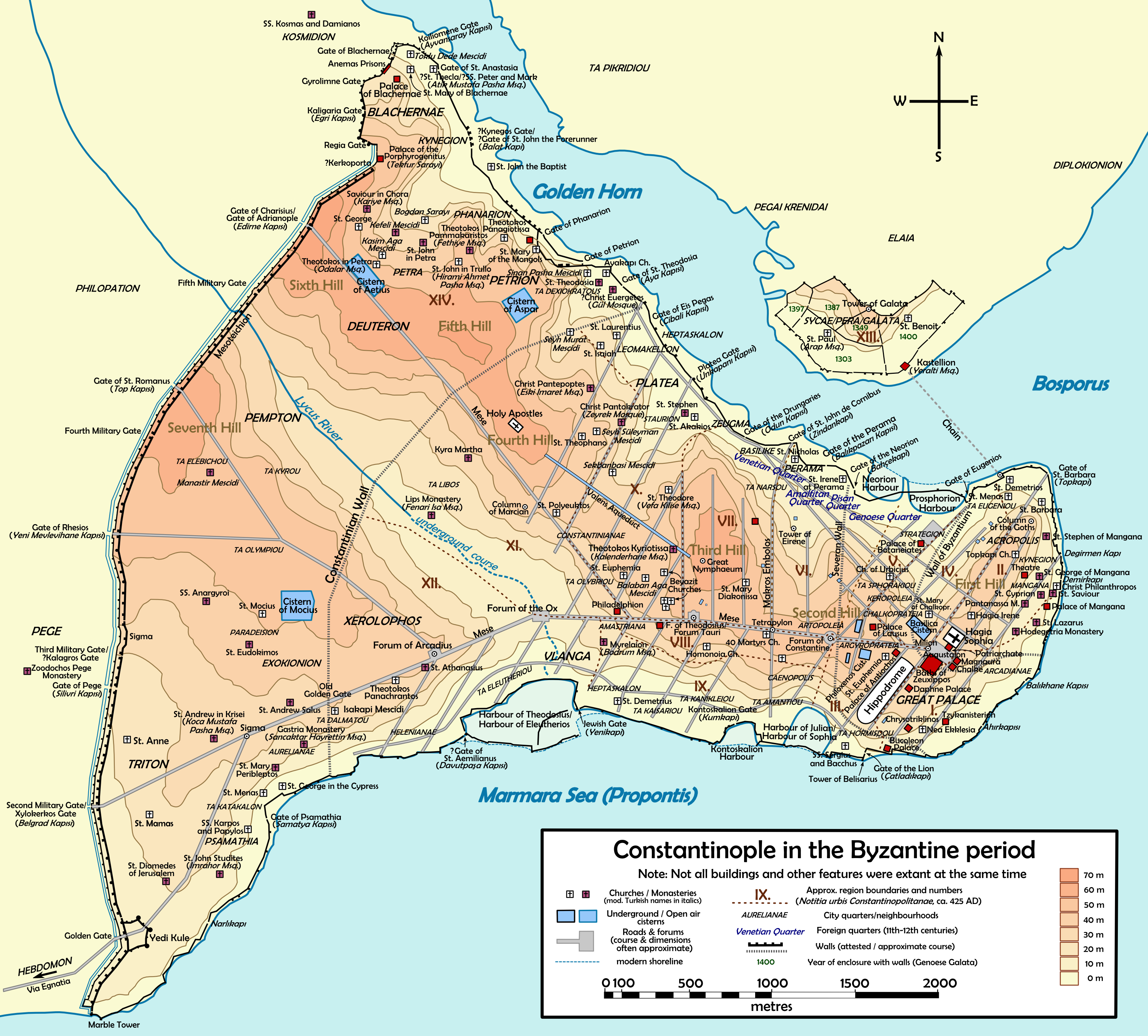
Mappa della città di Costantinopoli in era bizantina.

Lo storico distretto bizantino compreso nell'area dell'attuale Fatih comprendeva i quartieri di: Exokiónion, Aurelianae, Xerólophos, ta Eleuthérou, Helenianae, ta Dalmatoú, Sígma, Psamátheia, ta Katakalón, Paradeísion, ta Olympíou, ta Kýrou, Peghé, Rhéghion, ta Elebíchou, Leomákellon, ta Dexiokrátous, Petríon or Pétra, Phanàrion, Exi Mármara (Altimermer), Philopátion, Deúteron e Vlachernaí.

### Periodo ottomano

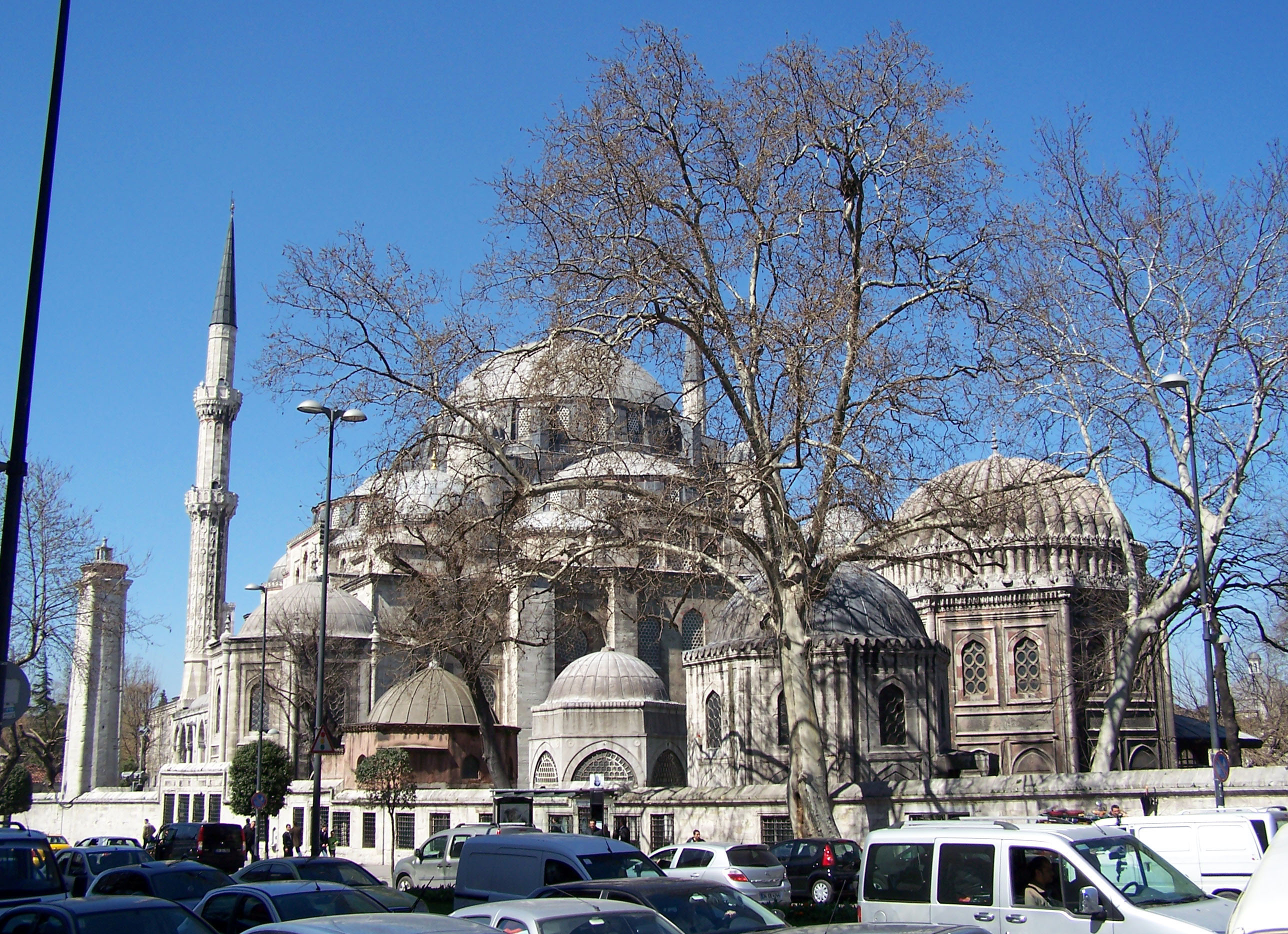
Moschea Şehzade

Il nome "Fatih" deriva dal sultano ottomano Fatih Sultan Mehmed (Mehmed il Conquistatore), e significa "conquistatore" in turco, originato dalla lingua araba. La Moschea di Fatih costruita da Mehmed II si trova in questo distretto e il luogo della sua sepoltura è accanto alla moschea ed è molto visitato. La moschea venne edificata sulle rovine della Chiesa dei Santi Apostoli distrutta dai terremoti e da anni di guerra, e intorno a essa una grande madrasa.
Subito dopo la conquista, gruppi di studiosi islamici trasformarono le chiese più importanti, da Santa Sofia al Pantocratore (oggi Moschea di Zeyrek) in moschee; la Moschea di Fatih, e il suo complesso circostante, fu la prima a essere costruita appositamente all'interno delle mura della città. La costruzione del complesso della moschea assicurò il continuo prosperare dell'area; i mercati si svilupparono per sostenere le migliaia di lavoratori coinvolti nella costruzione e per la fornitura di materiali e poi dei servizi necessari agli studenti della scuola coranica. L'area divenne rapidamente un quartiere turco con un carattere particolarmente devoto a causa della madrassa. Questa caratteristica sopravvive fino a oggi.

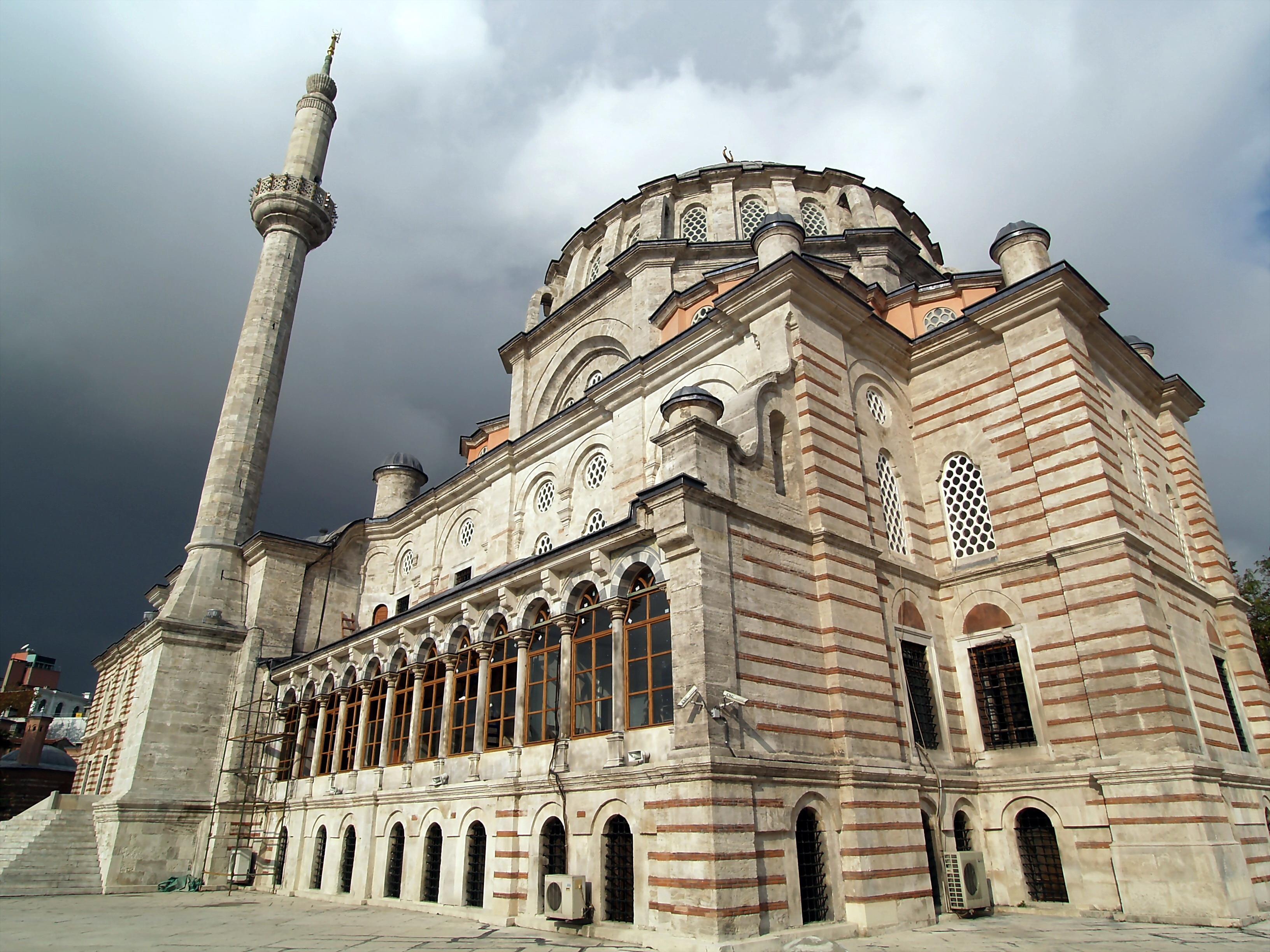
Moschea Laleli

In seguito alla conquista, la porta di Edirnekapi delle mura di Costantinopoli (significato porta di Edirne) divenne l'uscita principale verso la Tracia e questo portò a un ringiovanimento della zona affacciata sul Corno d'Oro. La Moschea di Fatih era sulla strada di Edirnekapi e il quartiere di Fatih divenne la zona più popolosa della città, nel primo periodo ottomano. Nel XVI secolo vennero costruite altre moschee e mercati, tra cui la Moschea di Iskender Pascià un tempo famosa come centro dell'ordine dei Naqshbandi in Turchia); La moschea Hirk-i-Sharif che ospita il mantello di Maometto (la moschea è sempre aperta ma il mantello viene esposto soltanto durante il mese di Ramadan, la Moschea Jerrahi, la Moschea Tekke, la Moschea di Koca Mustafa Pascià e la Moschea Ramazan Effendi Tekke queste ultime due nel quartiere Kocamustafapaşa, oltre alla Moschea Vefa Kilise, in origine una chiesa bizantina. Le ultime quattro presero il nome da altrettanti fondatori di ordini sufi, e lo Sheikh Ebü'l Vefa in particolare, fu di grande importanza per la città. Molte altre moschee, scuole coraniche, bagni e fontane vennero costruiti in breve tempo nel quartiere da funzionari ottomani.
A partire dal XVIII secolo Istanbul cominciò a espandersi fuori dalle mura, e successivamente la trasformazione di Fatih si configura nella massa dei condomini in cemento presenti oggi. Questo processo è stato accelerato, nel corso degli anni, da incendi che hanno distrutto interi quartieri di case di legno, e dal forte terremoto nel 1766, che distrussero la Moschea Fatih e molti degli edifici dei dintorni, che sono stati successivamente ricostruiti. Incendi continuarono a devastare la città vecchia, e le ampie strade che oggi corrono attraverso l'area sono un retaggio di tutto ciò che è andato in fiamme. Esistono ancora pochi edifici in legno a sinistra di Fatih oggi, anche se fino al 1960 la zona era coperta con strette strade di edifici in legno. Oggi, il quartiere è in gran parte costituito da strade strette con una fitta sequenza di condomini a cinque o sei piani.

## Società
La zona è diventata sempre più affollata dagli anni 1960 in poi, e una gran parte della locale classe media si è spostata in altri quartieri della città. Fatih oggi è in gran parte un distretto popolare, ma essendo stato in precedenza una zona abitata in gran parte dalla borghesia, dispone di buone strutture, ed è stato costruito con un certo grado di pianificazione centralizzata da parte del comune. Diversi quartieri precedentemente abitati dalle minoranze etno-religiose (Balat abitato dagli ebrei sefarditi e Fener abitato dai cristiani fanarioti) hanno visto dagli anni 1980 l'arrivo massiccio di immigrati anatolici giunti in città in circostanze disperate. 
Nel distretto convivono sia aree molto religiose e conservatrici, in particolare nel quartiere Çarşamba, che aree più cosmopolite come Ayvansaray, Fındıkzade, Çapa e Vatan Caddesi. L'impatto tra le due realtà tende ad essere generalmente pacifico. Nel quartiere sono state aperte iniziative commerciali rivolte alla classe media religiosa, formatasi negli ultimi decenni del XX secolo.
Con le sue storiche mura bizantine, conquistate da Mehmed II, Fatih rappresenta la Stambul ottomana, contrapposta alla città "europea" di Pera e Galata al di là del Corno d'Oro. Negli ultimi anni i quartieri vicino al cuore monumentale come Sultanahmet hanno testimoniato la nascita di numerosi nuovi alberghi e ristoranti, mentre le zone protette dall'UNESCO come Balat e Fener sono all'inizio di un processo di gentrificazione, con conseguente trasferimento della popolazione immigrata recentemente.
A Fatih ha la sede centrale l'Università di Istanbul la quale ha nel dıstretto anche due diverse sedi della facoltà di medicina, a Çapa e Cerrahpaşa. Trovano poi spazio l'università Haliç e la università Kadir Has. Inoltre, dal 1586, il patriarcato cristiano ortodosso di Costantinopoli ha qui la sua sede nella Chiesa di san Giorgio nel quartıere Fener.
Fatih dispone di numerosi teatri, tra cui il famoso Fatih Reşat Nuri Sahnesi. La zona è ben servita con un notevole numero di scuole, ospedali e servizi pubblici. Poiché Fatih si trova accanto a Eminönü, vi è una scelta minore di acquisti rispetto ad altre aree, ci sono negozi importanti sulle strade principali, molte delle quali hanno ancora un discreto numero di alberi. La municipalità dispone anche di un buon numero di ospedali di lunga tradizione compresi gli ospedali universitari di Capa e Cerrahpasa e gli ospedali pubblici di Haseki, Samatya e Vakif Gureba. Un tram percorre la strada da Sirkeci a Sultanahmet per giungere ad Aksaray.
Ha base nel quartiere anche la Municipalità metropolitana di Istanbul, e alcuni suoi organi come il quartier generale dei Vigili del Fuoco.

### Evoluzione demografica
| Anno        | 1935    | 1940    | 1945    | 1950    | 1955    | 1960    | 1965    | 1970    | 1975    | 1980    | 1985    | 1990    | 1997    | 2000    | 2007    | 2010    |
| Popolazione | 251.437 | 266.272 | 292.089 | 359.909 | 433.629 | 435.446 | 482.451 | 554.659 | 627.012 | 567.902 | 590.842 | 545.908 | 497.839 | 463.626 | 455.498 | 431.147 |

## Monumenti e luoghi d'interesse
- Horhor - una strada ripida che porta da Aksaray fino alla strada principale di Fatih. Vi sono situati alcuni edifici universitari e alcuni noti ristoranti di kebab.
- Ayvansaray - situato a ovest di Balat, con alcune chiese ortodosse;
- Laleli - zona dedicata al commercio di tessuti, e molto frequentata da russi.
- Yenikapı - importante area di Fatih con il porto principale dei ferry-boat di Istanbul
- Fındıkzade - sede di tre grandi ospedali
- Çarşamba
- Şehremini
- Karagümrük - un quartiere operaio famoso per i suoi hoolingans di squadre di calcio di serie minori.
- Fistikagacı - si trova all'incirca tra Fatih e l'affollata area residenziale di Koca Mustafa Pasa (vicino alla riva del mar di Marmara), molto popolare per la presenza degli studenti dell'Università di Istanbul.
- Vatan Caddesi - una delle principali strade di Fatih, attraversa parte della città vecchia e porta alla stazione degli autobus a Esenler e verso le autostrade per l'Europa. Vi ha sede il quartier generale della polizia di Istanbul (che rilascia permessi di soggiorno per stranieri).
- Balat - quartiere di Fatih sulle rive del Corno d'Oro, un tempo zona prestigiosa ma oggi impoverita. In passato era la zona ebraica di Istanbul. La zona è compresa fra le zone della città che sono patrimonio dell'umanità dell'UNESCO.
- Fener - quartiere confinante a ovest con Balat. Vi è ubicato il patriarcato ecumenico. Era uno dei maggiori centri dei greci ottomani (Rum) di Istanbul, noti come Phanariotes.
- Sulukule - area abitata da rom, vicino a Vatan Caddesi, famosa per gli artisti di strada e le danzatrici del ventre.
- Samatya - simile a Fener, Samatya è un quartiere avente un tempo un'antica comunità greca adesso emigrata. Uno dei più pittoreschi mercati del pesce di Istanbul.
- Topkapı - il quartiere situato lungo le mura di nord ovest, prende il nome dalla porta del cannone, attraverso la quale gli Ottomani penetrarono in Costantinopoli nel 1453.
- Eminönü, parte di Fatih, ospita molte storiche moschee e molti dei luoghi più famosi di Istanbul. Un recente sviluppo ha notevolmente migliorato le strade commerciali del quartiere e sono stati realizzati lavori di restauro delle sue molte moschee.
- Sultanahmet - parte di Eminönu, ospita tra l'altro il palazzo di Topkapı, Santa Sofia, la Moschea Blu e Aya Irini oltre a un migliaio di altri monumenti;
- Moschea di Solimano - il complesso costruito da Solimano il Magnifico;
- Yeni Cami (Moschea Nuova) - la moschea che domina la zona portuale del ponte di Galata; di fronte a essa si estende una grande piazza dove la gente dà da mangiare ai numerosi piccioni.
- Gran Bazar - il mercato coperto più grande della Turchia e uno dei luoghi più pittoreschi di Istanbul.
- Bazar Egiziano - un altro caravanserraglio ottomano, non grande quanto il Gran Bazar, specializzato in parte nella vendita di spezie e quasi sul mare, vicino alla Yeni Cami;
- Moschea Sokollu Mehmet Pasha - uno dei capolavori minori di Sinan, nel quartiere di Kadirga (in greco il bizantino Sophianòn Limin).